# Yanguna erebus
Espèce
Yanguna erebus est une espèce de lépidoptères de la famille des Hesperiidae, de la sous-famille des Pyrginae et de la tribu des Pyrrhopygini.

## Dénomination
Yanguna erebus a été nommé par Carl Plötz en 1879 sous le nom initial d' Erycides erebus.

### Nom vernaculaire
Yanguna erebus se nomme Erebus Skipper en anglais.

## Description
Yanguna erebus est un papillon au corps trapu à l'abdomen rayé de noir et au thorax orné de poils orange sur le dessus. Les ailes sont de couleur bleu métallisé avec dans la partie basale des touffes de poils orange.
Le revers des ailes est bleu métallisé suffusé de violet.

## Écologie et distribution
Yanguna erebus est présent au Brésil.

### Protection
Pas de statut de protection particulier.